# رودنگا (گمینا میخاوووو)
رودنگا (به لهستانی:  Rudnia) یک روستا در لهستان است که در گمینا میخاوووو واقع شده‌است.